# Ashland (PATCO)
Ashland  es una estación en la línea PATCO del Port Authority Transit Corporation. La estación se encuentra localizada en 9 Alpha Avenue en Voorhees, Nueva Jersey. La estación Ashland fue inaugurada en 1969. La Autoridad Portuaria del Río Delaware es la encargada por el mantenimiento y administración de la estación. 

## Descripción y servicios
La estación Ashland cuenta con 1 plataforma central y 2 vías. La estación también cuenta con 1041 de espacios de aparcamiento. 

## Conexiones
La estación es abastecida por las siguientes conexiones: 
- Rutas de autobuses de NJT Bus: ninguna